# Holenderski ruch oporu podczas II wojny światowej

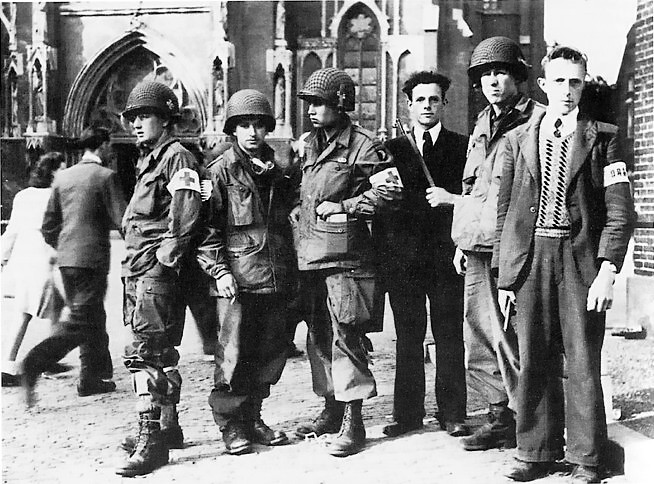
Wrzesień 1944: Członkowie holenderskiego ruchu oporu z żołnierzami amerykańskiej 101 Dywizji Powietrznodesantowej w mieście Veghel podczas alianckiej operacji powietrznodesantowej Market Garden

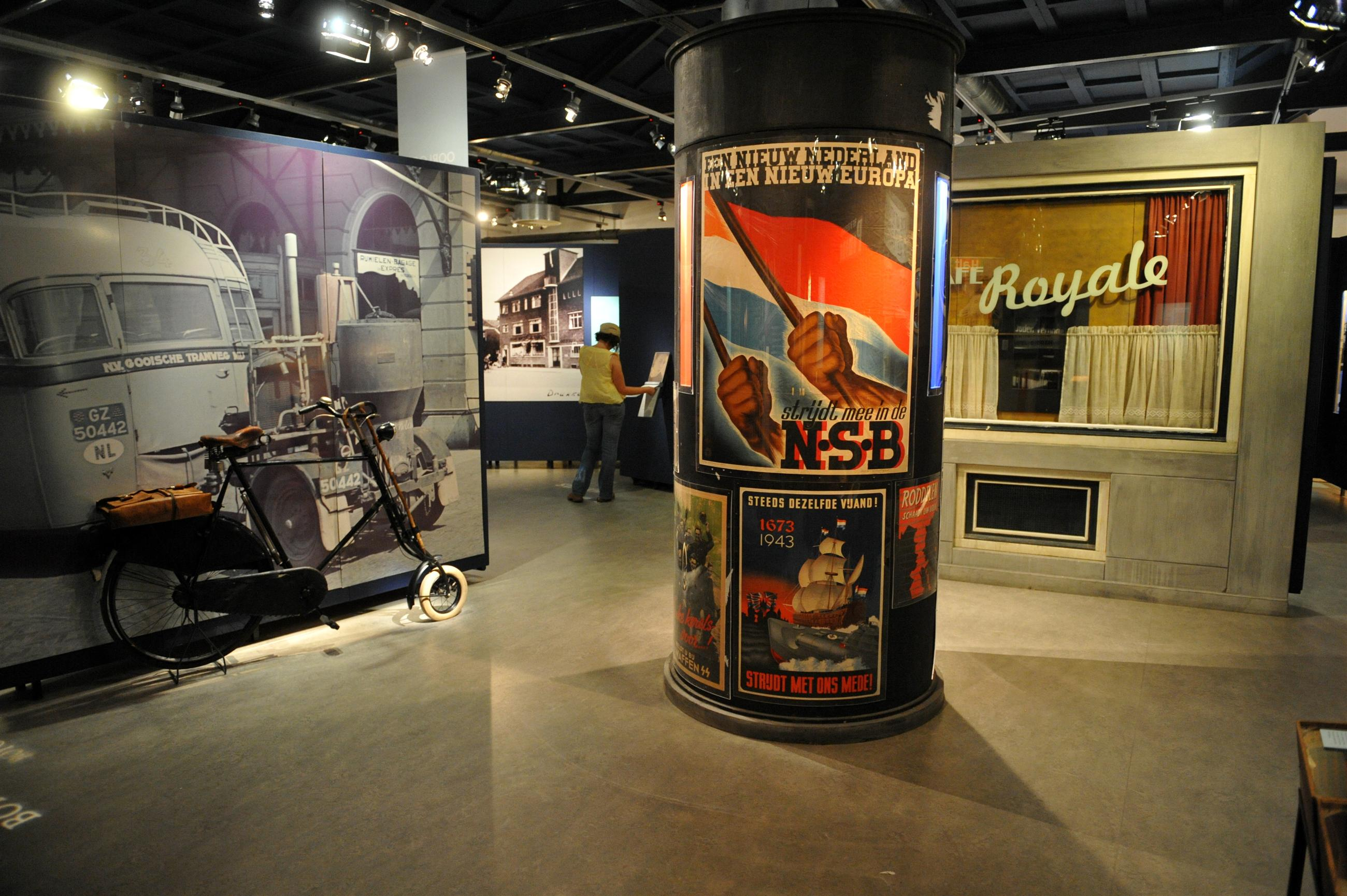
Fragment ekspozycji w muzeum holenderskiego ruchu oporu w Amsterdamie

Holenderski ruch oporu podczas II wojny światowej (nid. Nederlands verzet in de Tweede Wereldoorlog) – ruch oporu w okupowanej przez Niemców Holandii podczas II wojny światowej. Członkowie holenderskiego ruchu oporu wzięli udział w alianckiej operacji powietrznodesantowej Market Garden we wrześniu 1944 roku. 

## Geneza i historia
W wyniku kampanii holenderskiej wojska niemieckie w maju 1940 roku zajęły Holandię. Królowa Wilhelmina wraz z rządem udała się na emigrację do Londynu. 
Z inicjatywy holenderskiego rządu emigracyjnego została powołana w 1943 roku podziemna Rada Ruchu Oporu (Nationalle Federatieve Raad van Verzet – Voormalie Verzet Nederland, NFRVVN). Miała ona pełnić przede wszystkim funkcje koordynacyjne w stosunku do struktur czysto militarnych, tworzonych pod patronatem czołowych partii politycznych.
Wiosną 1944 roku jej miejsce zajął jednolity organ wojskowy – Trójkąt (Triangle). Określenie to wynikało z faktu skupienia w tej strukturze 3 zasadniczych członów organizacyjnych: zajmującej się przede wszystkim akcjami sabotażowymi organizacją Ordendienst (pol. Ochrona Porządku), wspomagającej działania przedostających się do Holandii agentów alianckich Landelijke Organisatie voor Hulp Onderduikers (LO, pol. Krajowa Organizacja Pomocy dla Nurków) oraz Landelijke Knokploegen (LKP, pol. Krajowe Grupy Uderzeniowe).
W okresie zbliżania się do Holandii sił alianckich doszło do ostatniej reorganizacji holenderskiego ruchu oporu. 4 września 1944 roku Trójkąt został przekształcony w kierowane przez pułkownika Henri Koota Wewnętrzne Siły Zbrojne (Binnenlandsche Strijdkrachten). Pozostawały one w ścisłym kontakcie operacyjnym z walczącą w składzie sił alianckich, a dowodzoną przez księcia Bernharda, armią holenderską. 
W Amsterdamie istnieje muzeum holenderskiego ruchu oporu (Verzetsmuseum).

## Najważniejsi ludzie związani z holenderskim ruchem oporu
- Willem Arondeus(inne języki)
- Frieda Belinfante(inne języki)
- Christiaan Boers
- Tom Gehrels
- Erik Hazelhoff Roelfzema(inne języki)
- Bernardus IJzerdraat(inne języki)
- Charles Douw van der Krap
- Sicco Mansholt
- Allard Oosterhuis(inne języki)
- Jaap Penraat
- Johannes Post (jeden z liderów ruchu oporu wraz z bratem Marinusem Postem(inne języki))
- Hannie Schaft (dziewczyna z czerwonymi włosami, kurier, studentka, zastrzelona w wieku 24 lat przed końcem wojny)
- Pierre Schunck(inne języki)
- Henk Sneevliet
- Gerrit van der Veen(inne języki)
- Walraven van Hall(inne języki)
- Freddie Oversteegen